# Stephenia buettneri
Stephenia buettneri is een vlinder uit de familie van de Nymphalidae. De wetenschappelijke naam van deze soort is voor het eerst voorgesteld, als Acraea buettneri, door Alois Friedrich Rogenhofer in een publicatie uit 1890.
Deze soort komt voor in de bosachtige gebieden van de Centraal-Afrikaanse Republiek, Congo-Kinshasa, Noordwest-Oeganda, Angola, Noordwest-Zambia en Namibië.
De rups leeft op Caloncoba glauca (P.Beauv.) Gilg. (Achariaceae).